# Мімі (камінь)

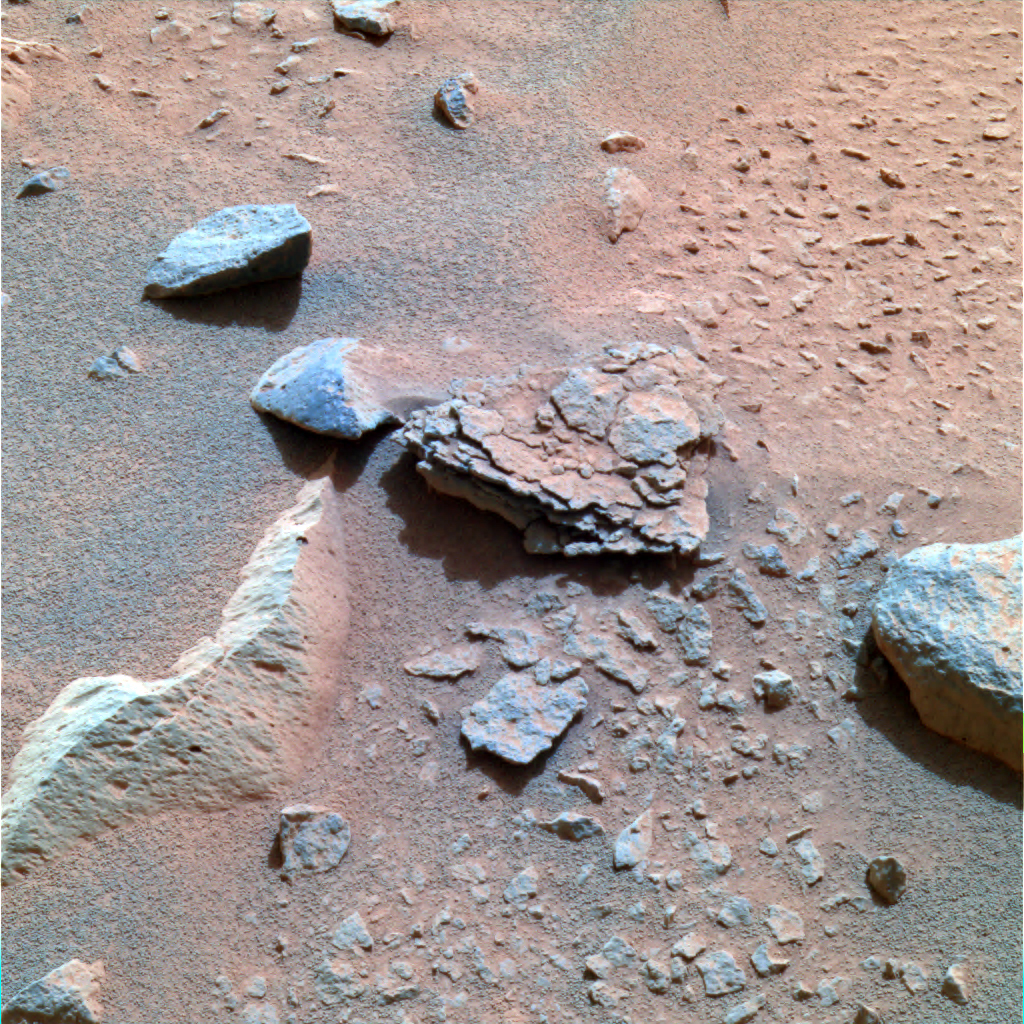
Камінь Мімі (у центрі).

Мімі (камінь) (англ. Mimi rock) — камінь, знайдений марсоходом «Спірит» 13 лютого 2004 року. Кольорове зображення знято панорамною камерою марсохода на 40-й сол (13 лютого 2004 року).
Мімі є всього лише одним із безлічі каменів, розкиданих у цій області. Область має назву Stone Council (Братство Каменю, від однойменного роману), але камінь відрізняється від інших каменів, які вчені й раніше бачили в кратері Гусєва. Луската поверхня каменю привела вчених до низки припущень. Мімі, можливо, був підданий високому тиску внаслідок поховання в глибоких шарах чи ударного впливу, або ж він колись був частиною дюни, спресований у вигляді лускатих шарів — процес, який іноді пов'язаний із дією води.